# Republic XF-84H
El Republic XF-84H "Thunderscreech" fue un avión turbohélice experimental derivado del F-84F Thunderstreak. Propulsado por un motor de turbina que estaba unido a una hélice supersónica, el XF-84H tenía el potencial de establecer el récord de velocidad no oficial para aviones a hélice, pero fue incapaz de superar deficiencias aerodinámicas de madurez, resultando en la cancelación del programa.

## Diseño y desarrollo

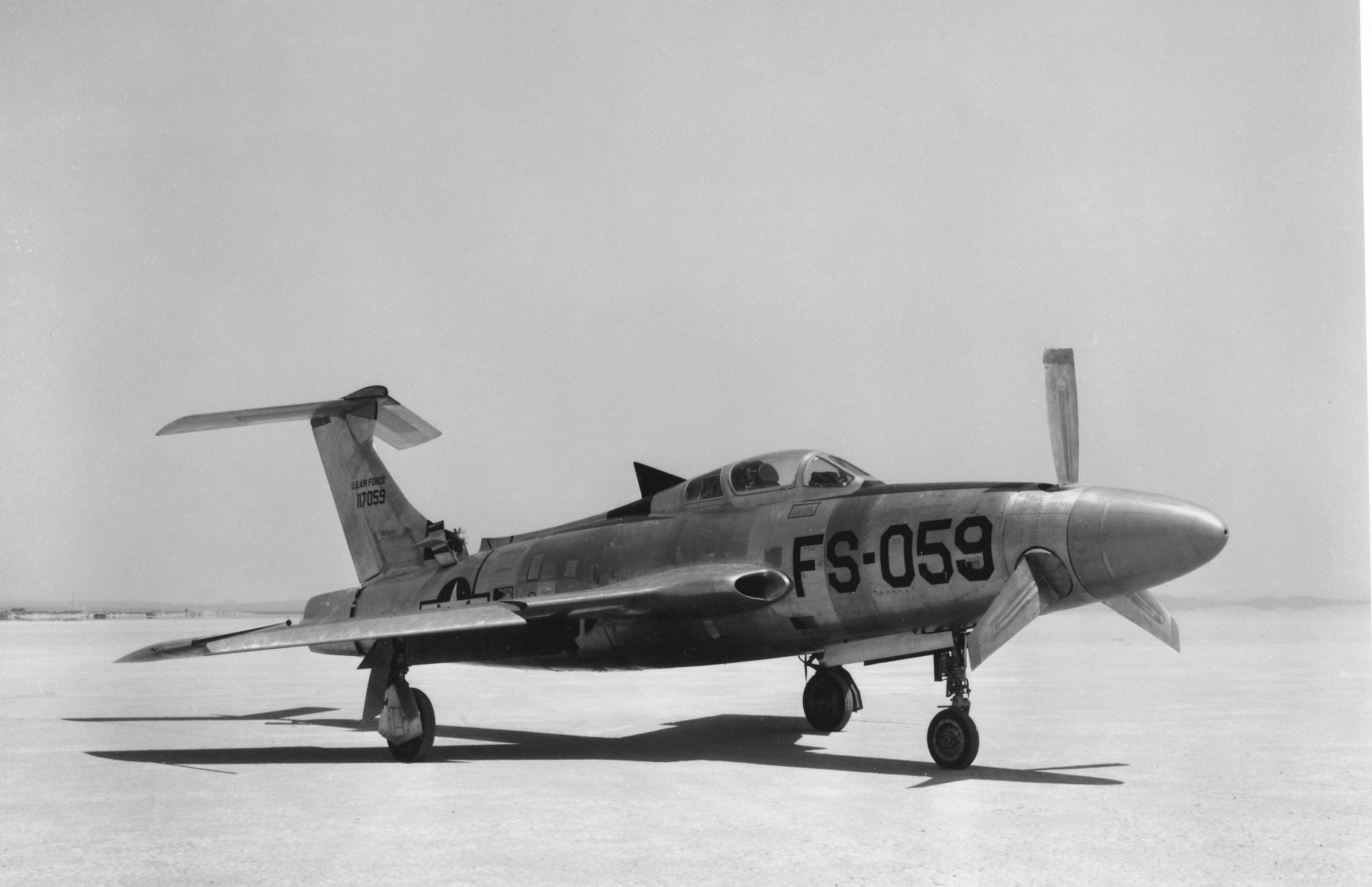
Prototipo 51-17059.

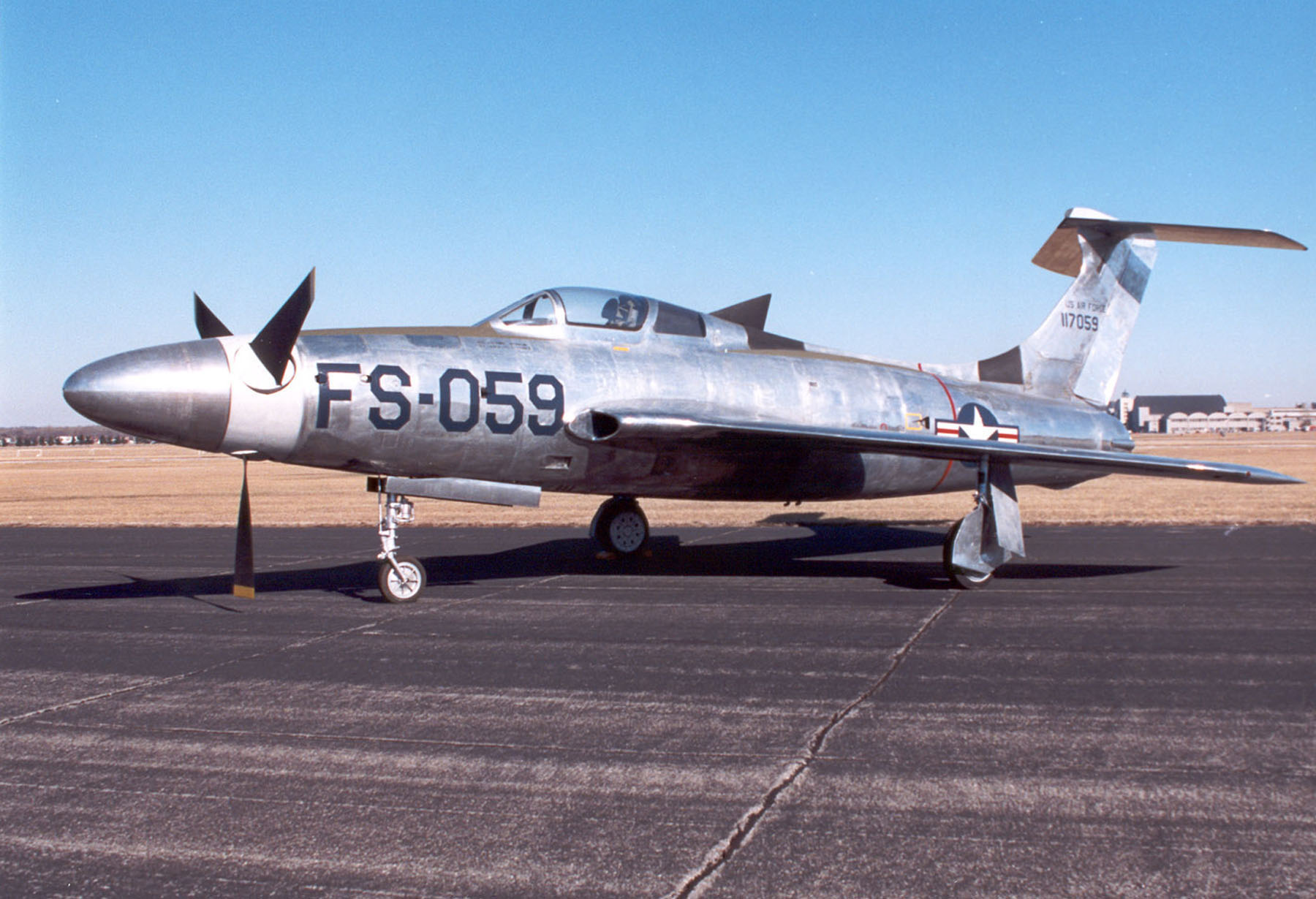
Prototipo 51-17059.

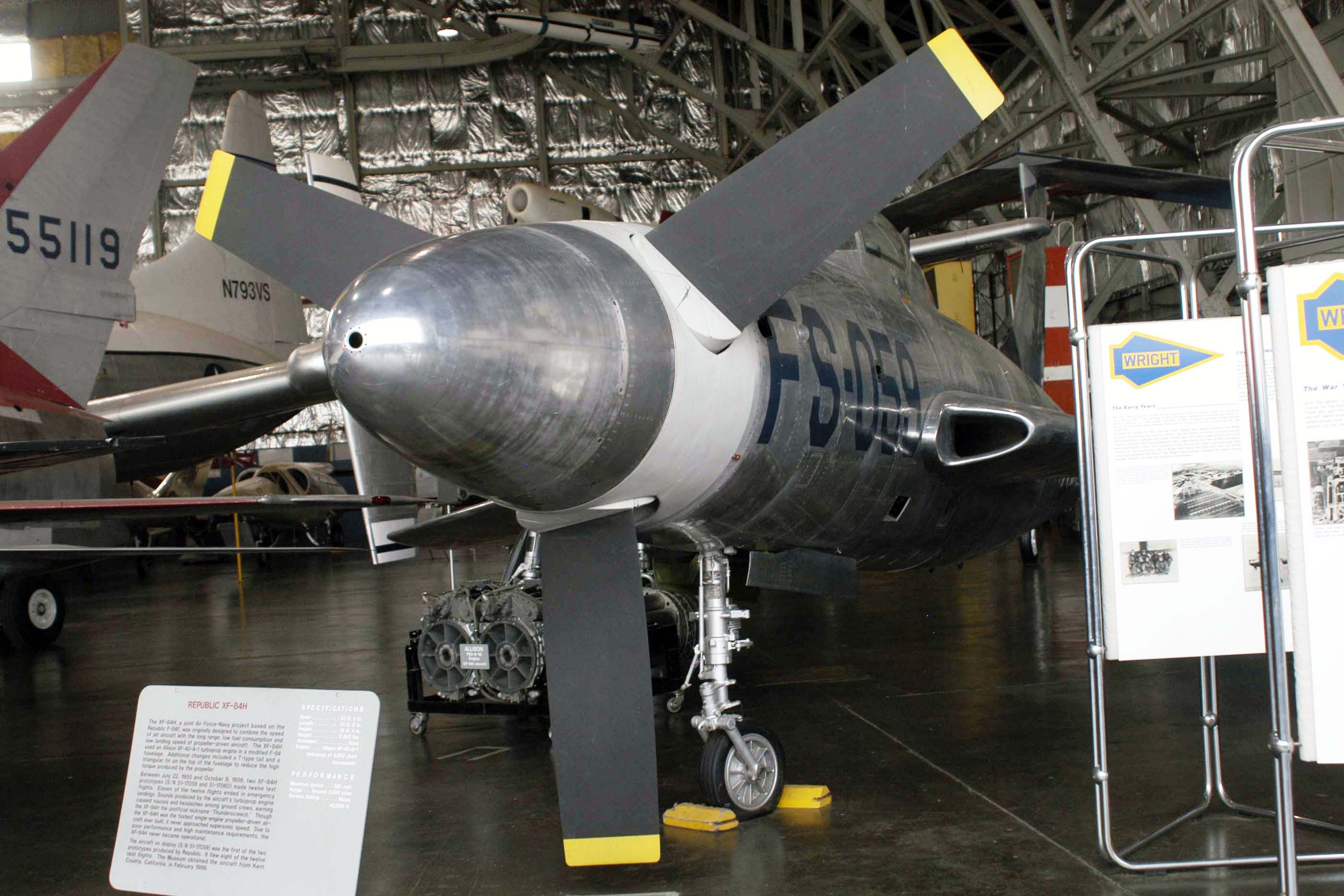
Republic XF-84H en la Galería de Investigación y Desarrollo del Museo Nacional de la Fuerza Aérea de los Estados Unidos, Dayton, Ohio.

Aunque el Centro Wright de Desarrollo Aéreo de la USAF fue el patrocinador clave del caza turbohélice Republic Project 3347, el comienzo inicial vino de un requerimiento de la Armada de los Estados Unidos por un caza embarcado que no requiriera asistencia de catapulta. Conocido originalmente como XF-106, el proyecto y su prototipo resultante fueron designados XF-84H, identificando estrechamente el programa como una variante del F-84, más que un modelo enteramente nuevo. Con un proyectado contrato por tres prototipos, cuando finalmente la Armada canceló su orden, los prototipos XF-84H se convirtieron en puros aviones de investigación construidos para el Laboratorio de Hélices de la Fuerza Aérea en la Wright-Patterson AFB (Ohio), para probar hélices supersónicas explorando la combinación de la sensibilidad de las hélices a velocidades de reactor.
El XF-84H fue creado modificando una célula de F-84F, instalando un motor turbohélice Allison XT40-A-1 de 4360 kW (5850 hp) en un hueco centrado detrás de la cabina, con un eje de extensión hasta la hélice montada en el morro. El motor de turbina también proporcionaba empuje por su escape; fue instalado un posquemador que podía incrementar la potencia a 5390 kW (7230 hp), pero nunca fue usado. El empuje se ajustaba cambiando el paso de las palas de la hélice Aeroproducts de 3,7 m de diámetro, que consistía en tres palas de acero de punta cuadrada que giraban a una velocidad constante, moviéndose las puntas a aproximadamente 1446 km/h. Para contrarrestar el par de la hélice y el "P-factor", el XF-84H estaba equipado con una aleta de guiñada dorsal fija. La cola se cambió a una cola en T para evitar el flujo de aire turbulento sobre las superficies del estabilizador horizontal/elevador proveniente del giro de la hélice.
El XF-84H se desestabilizaba debido al potente par de la hélice, así como por problemas inherentes a las palas supersónicas de la misma. Se probaron una serie de exóticas configuraciones de palas antes de decidirse por un diseño final. Varias características de diseño estaban pensadas para contrarrestar el inmenso par, incluyendo montar la toma de aire del borde de ataque izquierdo 30 cm más adelantada que la derecha, y proporcionando flaps izquierdo y derecho con operación diferenciada. Los dos prototipos estuvieron igualmente plagados de problemas relativos al motor que afectaban a otros aviones equipados con los motores T40, como los aviones de ataque Douglas XA2D Skyshark y North American A2J Super Savage. Una característica notable del diseño era que el XF-84H fue el primer avión en llevar una turbina de aire de impacto retráctil/extensible. En caso de un fallo de motor, automáticamente se desplegaría en la corriente de aire para proporcionar potencia hidráulica y eléctrica. Debido a los frecuentes problemas de motor, como precaución, la unidad era desplegada en vuelo a menudo.

### Pruebas
Tras la fabricación en la planta de Farmingdale, Long Island, de Republic, los dos XF-84H fueron desmontados y transportados por tren hasta la Base de la Fuerza Aérea Edwards para realizar pruebas de vuelo. Volado por primera vez el 22 de julio de 1955, el XF-84H tenía una increíble aceleración, pero pronto se descubrió su impracticabilidad. No era apto para el combate debido al tiempo de calentamiento del motor de 30 minutos, pero las preocupaciones más serias eran la vibración generada por el diámetro de 3,7 m de la hélice y los fallos mecánicos en los engranajes del paso de la misma. Los prototipos volaron un total de 12 vuelos de pruebas desde Edwards, acumulando sólo 6 horas y 40 minutos de tiempo de vuelo. Lin Hendrix, uno de los pilotos de pruebas de Republic asignados al programa, voló el avión una vez y se negó a volarlo de nuevo, declarando: "nunca voló por encima de 830 km/h, ya que, a esa velocidad, desarrollaba una infeliz práctica de "serpenteo", aparentemente perdiendo estabilidad longitudinal". Hendrix también le dijo al formidable ingeniero de proyectos de Republic: "no eres lo suficientemente grande y no hay suficientes de ustedes para conseguir que me suba en esa cosa de nuevo". Los otros vuelos de pruebas fueron tensos con fallos de motor y persistentes problemas hidráulicos, del tren de morro y de vibraciones. El piloto de pruebas Hank Beaird abordó el XF-84H hasta 11 veces, acabando 10 de estos vuelos en aterrizajes forzosos.

### Ruido
El XF-84H fue muy posiblemente el avión más ruidoso jamás construido (teniendo de rival sólo al bombardero ruso Tupolev Tu-95 "Bear"), ganándose el mote "Chillido del Trueno" ("Thunderscreech"), así como también el de "Poderoso Reventador de Oídos" ("Mighty Ear Banger"). En las "carreras de impulso" en tierra, los prototipos podían oírse a 40 km de distancia. A diferencia de las hélices estándares que giran a velocidades subsónicas, los 61-76 cm finales de las palas de la hélice del  XF-84H viajaban más rápido que el sonido incluso a empuje libre, produciendo un estampido sónico visible continuo que se irradiaba lateralmente desde las hélices a cientos de yardas. La onda de choque realmente era lo suficientemente potente como para derribar a un hombre; un desafortunado jefe de tripulación que estaba en un C-47 cercano fue severamente incapacitado durante un carreteo de 30 minutos. Junto con el ya considerable ruido desde el aspecto subsónico de la hélice y de las turbinas duales, el avión era notorio por inducir náuseas y dolores de cabeza severos entre las tripulaciones de tierra. En un informe, un ingeniero de Republic sufrió un ataque tras exponerse de cerca a las ondas de choque que emanaban de un XF-84H arrancado.
El penetrante ruido también perturbó severamente las operaciones en la torre de control de la Edwards AFB al exponer a daños por vibración a componentes sensibles, y forzando al personal de tráfico aéreo a comunicarse con la tripulación del XF-84H en la línea de vuelo mediante señales luminosas. Tras numerosas quejas, el Centro de Prueba en Vuelo de la Fuerza Aérea ordenó a Republic que remolcase el avión hasta el lago seco Rogers, lejos de la línea de vuelo, antes de arrancar su motor. El programa de pruebas no pasó más allá de los vuelos de pruebas de la Fase I del fabricante; consecuentemente, ningún piloto de pruebas de la USAF voló el XF-84H. Con la probabilidad de que los fallos de motor y equipos, junto con la incapacidad de alcanzar las velocidades de diseño y la subsiguiente inestabilidad experimentada fueran problemas insalvables, la USAF canceló el programa en septiembre de 1956.

### Significado histórico
Aunque El Libro Guinness de los Récords registró el XF-84H como el avión de hélice más rápido jamás construido, con una velocidad máxima de diseño de 1080 km/h (Mach 0,9) y 1003 km/h (Mach 0,83) en las pruebas, esta reclamación ha sido disputada. La velocidad récord no oficial es también inconsistente con los datos del Museo Nacional de la Fuerza Aérea de los Estados Unidos, que le da, no obstante, una velocidad máxima de 840 km/h (Mach 0,70), haciendo al XF-84H el avión de hélice monomotor más rápido hasta 1989, cuando "Rare Bear", un muy modificado Grumman F8F Bearcat alcanzó los 850 km/h (Mach 0,71).

## Variantes
XF-106
Primera designación dada por la USAF.
XF-84H
Designación definitiva, dos construidos.

## Operadores
Estados Unidos
- Fuerza Aérea de los Estados Unidos: los prototipos realmente nunca estuvieron en manos de pilotos de la USAF, y sólo volaron en una fase de pruebas de vuelos dirigida por el fabricante.

## Disposición de los aviones

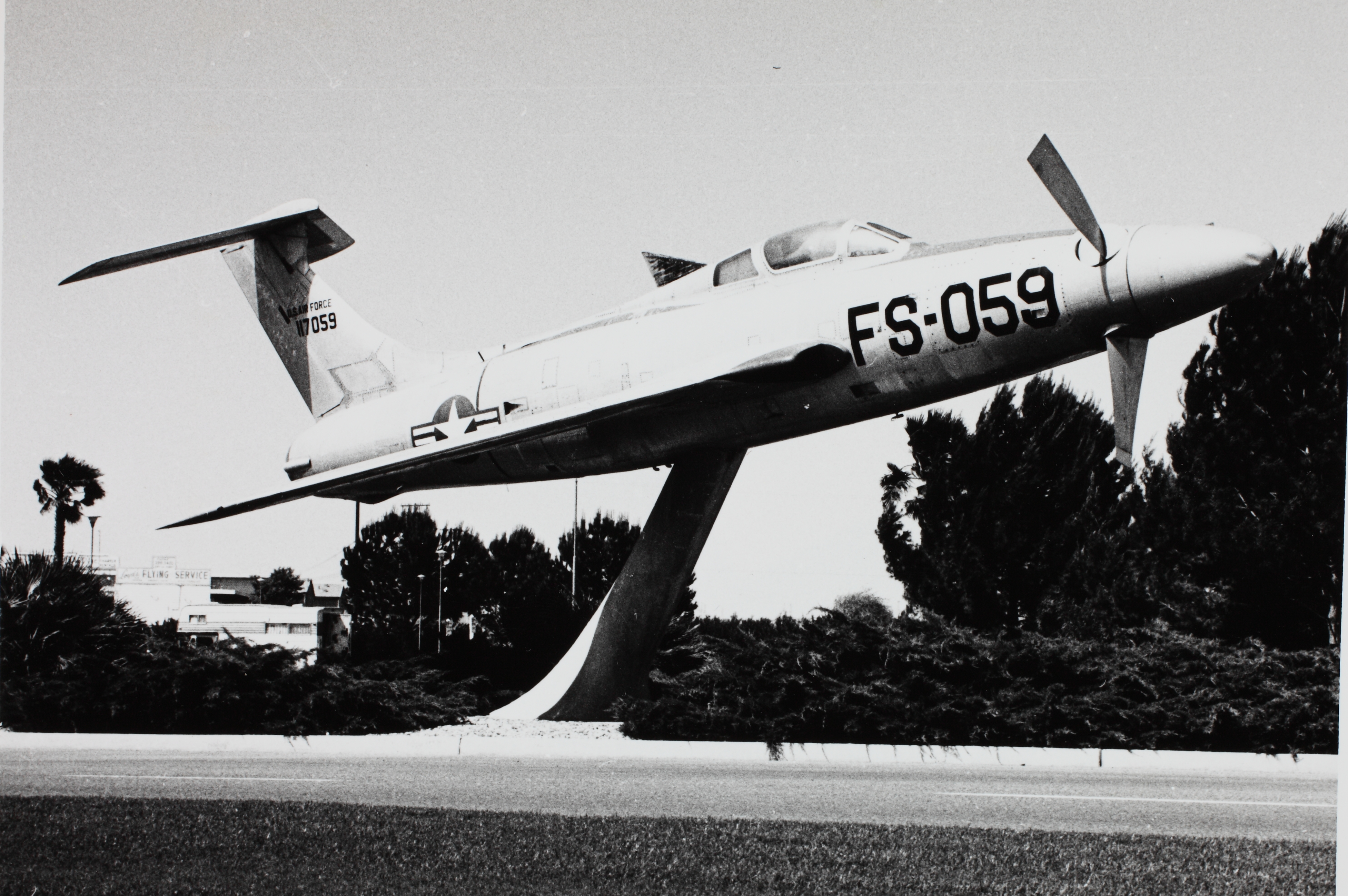
El primer XF-84H en exhibición en Bakersfield.

Fueron construidos dos prototipos (51-17059 y 51-17060), con números de llamada FS-059 y FS-060:
- 51-17059 (FS-059): en exhibición en el Museo Nacional de la Fuerza Aérea de Estados Unidos en la Wright-Patterson AFB (Ohio). Fue retirado y pasó muchos años montado en un soporte por fuera del Aeropuerto Meadows Field, Bakersfield (California), donde su hélice giraba gracias a un motor eléctrico. En 1992, el guardián de la puerta fue tomado por la 178th Fighter Wing de la Guardia Aérea Nacional de Ohio, a cuyos voluntarios les llevó 3000 horas devolver al Thunderscreech a condiciones de exhibición.[11]
- 51-17060 (FS-060): sólo realizó cuatro vuelos, y se cree que fue desguazado cuando el proyecto fue cancelado en 1956. Se sabe que su motor T40 fue usado para apoyar al programa de pruebas de vuelo del Douglas A2D Skyshark.[24]

## Especificaciones

### Características generales
- Tripulación: Uno (piloto)
- Longitud: 15,7 m (51,4 ft)
- Envergadura: 10,2 m (33,4 ft)
- Altura: 4,7 m (15,3 ft)
- Peso vacío: 8132 kg (17 922,9 lb)
- Peso cargado: 12 293 kg (27 093,8 lb)
- Planta motriz: 1× turbohélice Allison XT40-A-1.
  - Potencia: 4365 kW (6018 HP; 5936 CV)

### Rendimiento
- Velocidad nunca excedida (Vne): 837 km/h (520 MPH; 452 kt)
- Alcance: 3200 km (1728 nmi; 1988 mi)
- Techo de vuelo: 14 600 m (47 900 ft)
- Régimen de ascenso: 25,3 m/s (4986 ft/min)
- Potencia/peso: 0,66

## Aeronaves relacionadas

### Desarrollos relacionados
- Republic F-84 Thunderjet
- Republic F-84F Thunderstreak
- Republic XF-91 Thunderceptor

### Aeronaves similares
- Consolidated Vultee XP-81
- Douglas A2D Skyshark
- McDonnell XF-88B
- Ryan XF2R Dark Shark
- Breguet Br.960 Vultur

### Secuencias de designación
- Secuencia F-_ (Cazas (Fighter) del USAAC/USAAF/USAF, 1924-1962): ← XP-81 - P-82/F-82 - XP-83 - P-84/F-84/F/H - P-85/F-85 - P-86/F-86/D - P-87/F-87 -- F-103 - XF-104/F-104 - F-105 - XF-106 - F-106 - F-107 - F-108 →